# Calocheiridius indicus
Espèce
Calocheiridius indicus est une espèce de pseudoscorpions de la famille des Olpiidae.

## Distribution
Cette espèce est endémique du Maharashtra en Inde. Elle se rencontre vers Indapur.

## Description
La femelle holotype mesure 3 mm.

## Étymologie
Son nom d'espèce lui a été donné en référence au lieu de sa découverte, l'Inde.

## Publication originale
- Beier, 1967 : Pseudoscorpione von Kontinentalen Sudost-Asien. Pacific Insects, vol. 9, p. 341-369 (texte intégral).